# جويس سيكاكان
جويس نومافا سيكاكان(بالإنجليزية: Joyce Nomafa Sikakane)‏، والتي عُرفت فيما بعد باسم سيكاكان رانكين (من مواليد 1943)، هي صحفية وناشطة من جنوب أفريقيا.

## سيرتها الذاتية
وُلدت سيكاكان في مستشفى بريدجمان التذكاري للولادة في جوهانسبرغ بجنوب أفريقيا، وترعرعت في سويتو، وهي ابنة محاضر في جامعة ويتواترسراند. وكانت أول امرأة سوداء تُوظفها صحيفة راند ديلي ميل.
وقعت سيكاكان في حب طبيب اسكتلندي، كين رانكين (1939-2011) ولما كان الزواج بين مختلفي الأعراق غير قانوني، خطط الزوجان للهجرة. ومع ذلك، أُلقي القبض عليها في 1 ديسمبر 1969 للنشاط السياسي واحتُجزت لمدة 17 شهرًا، حتى تمت تبرئتها وسُمح لها بالمغادرة. تزوجت هي ورانكين في نهاية المطاف في عام 1974 وانتقلت بعد ذلك إلى اسكتلندا. أصبحت سيكاكان ناشطة مناهضة للفصل العنصري، وواصلت العمل في المؤتمر الوطني الأفريقي أثناء وجودها في المنفى.
وفي عام 1977 تم نشر سيرتها الذاتية نافذة على سويتو في لندن من قبل صندوق الدفاع الدولي والمساعدة. عملت كمستشارة فنية في فيلم عالم متهاوٍ A World Apart عام 1988، لروث فيرست، واستمرت في العمل كصحفية في موزمبيق وزيمبابوي.
عادت سيكاكان في عام 1994 إلى جنوب أفريقيا، حيث وظفتها هيئة الإذاعة في جنوب أفريقيا حتى عام 2001.
تُعتبر سيكاكان من بين الكاتبات المُختارات في أفريقيا.